# Rugby Parma F.C. 1931 2007-2008

## Super 10 2007-08

### Stagione regolare
| Incontro                | Andata | Ritorno |
| ----------------------- | ------ | ------- |
| Parma — Rovigo          | 34-7   | 15-10   |
| Veneziamestre — Parma   | 22-17  | 29-26   |
| Parma — Petrarca        | 23-12  | 19-31   |
| Viadana — Parma         | 33-34  | 27-17   |
| Parma — Capitolina      | 22-13  | 19-20   |
| Parma — Benetton        | 13-13  | 10-35   |
| Parma — GRAN Parma      | 17-17  | 15-13   |
| Calvisano — Parma       | 20-10  | 20-19   |
| Amatori Catania — Parma | 13-35  | 3-50    |

#### Risultati della stagione regolare
| Posizione | G  | V | N | P | PF  | PS  | DP  | B | Pt |
| --------- | -- | - | - | - | --- | --- | --- | - | -- |
| 6ª        | 18 | 8 | 2 | 8 | 395 | 338 | +57 | 8 | 44 |

## Coppa Italia 2007-08

### Prima fase
| Incontro                | Risultato |
| ----------------------- | --------- |
| Petrarca — Parma        | 21-27     |
| Parma — Viadana         | 20-12     |
| Calvisano — Parma       | 17-28     |
| Parma — Amatori Catania | 33-23     |

#### Risultati della prima fase
| Posizione | G | V | N | P | PF  | PS | DP  | B | Pt |
| --------- | - | - | - | - | --- | -- | --- | - | -- |
| 1ª        | 4 | 4 | 0 | 0 | 108 | 73 | +35 | 2 | 18 |

### Fase finale
| Turno | Incontro         | Risultato |
| ----- | ---------------- | --------- |
| SF    | Parma — Benetton | 14-10     |
| F     | Parma — Petrarca | 32-10     |

## European Challenge Cup 2007-08

### Prima fase
| Incontro     | Andata | Ritorno |
| ------------ | ------ | ------- |
| Parma — Albi | 23-28  | 23-26   |
| Bath — Parma | 28-0   | 31-13   |
| Parma — Auch | 25-20  | 20-24   |

#### Risultati della prima fase
| Posizione | G | V | N | P | PF  | PS  | DP  | B | Pt |
| --------- | - | - | - | - | --- | --- | --- | - | -- |
| 4ª        | 6 | 1 | 0 | 5 | 104 | 157 | -53 | 3 | 7  |

## Verdetti
- Parma vincitore della Coppa Italia 2007-08.
- Parma qualificato all'European Challenge Cup 2008-09.